# Schloß Schönbrunn Kultur- und Betriebsgesellschaft
Die Schloß Schönbrunn Kultur- und Betriebsgesellschaft m.b.H. (SKB) betreibt das UNESCO-Welterbe Schloss Schönbrunn und einige andere Institutionen. Sie ist eine der weltweit erfolgreichsten Betriebsgesellschaften eines Kulturdenkmals.

## Geschichte und Funktion
Die Verwaltung des Schlosses geht bereits auf das Testament Maria Theresias von 1780 zurück, in dem die Trennung in Bau- und Betriebsverwaltung durch das Hofärar (Staatskasse) festgelegt wurde. Später war die Schloßhauptmannschaft Schönbrunn zuständig.
Unter der Regierung Vranitzky wurde das Schloss aus der Bundesverwaltung (heute Bundesimmobiliengesellschaft) ausgegliedert und per 10. Oktober 1992 die Schloß Schönbrunn Kultur- und Betriebsgesellschaft errichtet, als 100-%-Tochter der Republik Österreich (Schönbrunner Schloßgesetz). Gründungsgeschäftsführer waren Franz Sattlecker und Wolfgang Kippes. Aufsichtsorgan ist die Abteilung Kustodische Angelegenheiten des Wirtschaftsministeriums (dzt. Abt. III/6, Sektion Tourismus und Historische Objekte, Bundesministerium für Wirtschaft, Familie und Jugend).
Die Gründung der „Schloß Schönbrunn Kultur- und Betriebsgesellschaft“ ist maßgeblich der engagierten Politik- und Medienkampagne des „Grünen Klubs im Parlament“ und des Kunsthistorikers Walter Koschatzky (Obmann der Bürgerinitiative „Gesellschaft der Freunde von Schloss Schönbrunn“) zu verdanken. Gemeinsam haben sie sich mit Erfolg gegen die vom damaligen Wirtschaftsminister Wolfgang Schüssel ursprünglich geplante Privatisierungsvariante von Schloss Schönbrunn engagiert, von der vor allem eine private Betreibergesellschaft (bestehend aus Do&Co, Erste Österreichische Sparkasse, Kongresszentrum, Mazur, Österreichisches Verkehrsbüro, Wiener Messe, Zentralsparkasse) profitiert hätte, mit der seit Frühjahr 1990 konkrete Vertragsverhandlungen liefen. Schloss Schönbrunn hatte bereits vor der Gründung der Schloss Schönbrunn Kultur- und Betriebsgesellschaft jährlich rund 1,5 Millionen zahlende Besucher, ein Wert, der bis ins Jahr 2000 die Obergrenze blieb. Das Problem war nicht mangelndes Besucherinteresse, sondern die Tatsache, dass die Besuchereinnahmen nicht für Pflege und Erhaltung von Schloss Schönbrunn zweckgebunden waren, sondern stattdessen zum Stopfen von Budgetlöchern verwendet wurden, während das Schloss zusehends verfiel. Das „grüne“ Ziel war daher von Anfang an, Schloss Schönbrunn einer der Republik gehörenden Betriebsgesellschaft anzuvertrauen, für die man wirtschaftlich und kulturell geeignete Persönlichkeiten engagiert, die das Schloss unter Berücksichtigung der Denkmalschutzvorgaben nach modernen betriebswirtschaftlichen Grundsätzen führen, wie dies schließlich 1992 gesetzlich beschlossen und mit der „Schloss Schönbrunn Kultur- und Betriebsges.m.b.H.“ umgesetzt wurde.
Die Gesellschaft gilt als Musterbeispiel eines privatisierten Museumsbetriebs. Schloss Schönbrunn blieb weiterhin eine der bestbesuchten Destinationen des Tourismus in Österreich: 2017 verzeichneten die Schauräume über 2,7 Millionen Besuche (siehe Meistbesuchte Sehenswürdigkeiten Wiens). 1996 wurden Schloss und Park zum UNESCO-Weltkulturerbe erklärt. Die Bedeutung der Betriebsgesellschaft für den Erhalt des Ensembles, ihre Effizienz und die gute Zusammenarbeit mit den Bundesgärten wurde von UNESCO und ICOMOS mehrfach betont.
Europaweit einzigartig sind beispielsweise die Aus- und Weiterbildungsprogramme für die Mitarbeiter.
Schon bald wurde die Gesellschaft auch mit der Betreuung der Ausstellungsbereiche des Kaiserappartements (seit November 1994) und der Silberkammer (seit April 1995) in der Wiener Hofburg betraut. Seit Juni 1998 führt sie auch das Möbelmuseum Wien. Diese Angelegenheiten sind durch Pachtverträge geregelt.
Im April 2004 wurde auch das neu gegründete Sisi Museum in der Hofburg übernommen.
Bis 2011 konnten über 170 Millionen Euro, aus Eintrittsgeldern und Sponsorenbeiträgen erwirtschaftet, in die anvertrauten Kulturdenkmäler investiert werden (die Hälfte der Gewinne wird an den Bund abgeführt). Schönbrunn ist eine der weltweit nur zwei UNESCO-Welterbestätten (von knapp 1000), die sich ohne Zuschüsse der öffentlichen Hand selbst finanzieren (die andere ist der Tower of London). Über behutsame Einbettung konnten auch einige Projekte moderner Architektur verwirklicht werden (Kindergarten, Auge des Museums, Salettl). 2011 erhielt die Gesellschaft auch den Tourismuspreis der Wiener Wirtschaft.
2012 wurde die wenig erfolgreiche Marchfeldschlösser Revitalisierungs- und Betriebsgesellschaft (MRBG), die für zwei Schlösser in Bundesbesitz in Niederösterreich zuständig ist, als Tochterfirma der Schloß Schönbrunn Kultur- und Betriebsgesellschaft unterstellt. Die Geschäftsführung zeigte sich wenig begeistert, da der Aufwand besonders für Schloss Hof vom Finanzamt nicht als Betriebsausgabe anerkannt, sondern als private Liebhaberei der Gesellschaft eingeschätzt würde, die aus dem versteuerten Betriebsertrag zu finanzieren wäre. Bildung von Rücklagen für mögliche besucherschwächere Jahre wäre vorrangig zu sehen.

## Betreute Institutionen
- Schloß Schönbrunn (der Schlosspark wird von den Bundesgärten betreut)
- Kaiserappartements in der Wiener Hofburg
- Sisi-Museum in der Wiener Hofburg
- Silberkammer in der Wiener Hofburg
- Möbelmuseum Wien, Wien 7., Andreasgasse
- Schloss Hof in Engelhartstetten, Niederösterreich (über die Marchfeldschlösser)
- Schloss Niederweiden in Engelhartstetten, Niederösterreich (über die Marchfeldschlösser)